# イェルム
イェルム（英:Yelm）は、テーブルトークRPG『ルーンクエスト』の背景世界グローランサに登場する架空の神性。太陽神にして宇宙の皇帝。

## 概要
長く世界を安定して治めていたが、新参の嵐の神オーランス（Orlanth）が不遜にも皇帝の座に挑み、何度挑戦しても勝てないと悟ると、兄フマクト（Humakt）のもとから新たに見つかった力『死』を盗み出してイェルムを切り殺してしまった。
イェルムが地界（地獄）へと落ちてしまったことで、もともと地界の住人だった暗黒と夜の神々が地表へとあふれ出し、その混乱に乗じて不浄の三神、すなわち、狂える神ラグナグラー（Ragnaglar）とその妻セッド（Thed）、マリア（Mallia）の三柱の神々は世界に混沌の軍勢を招き入れた。
後に小暗黒、大暗黒と呼ばれる地上の大混乱、壊滅が手に負えなくなったオーランスは『光持ち帰りし者たち』に数えられる七柱の神々とともに地獄のイェルムの下に赴き、謝罪して和を結んだ。
かつての大敵をも許す寛容さを含め、太陽信仰の地域における統治者としての理想を体現する神であり、現在のルナー帝国へと連なるダラ・ハッパ帝国の皇祖神。
大地母神であるアーナルダは神代の時代に妻であったがイェルムの死後に別離し、地獄に落ちたイェルムを慰め続けたデンダーラを妻として迎え入れたとされていたが、ケイオシアム社から2018年から出版された「Runequest: Roleplaying in Glorantha」においてはアーナルダが妻とされている。

## 太陽
かつて太陽は天空に静止し、動かない天体であった。オーランスの言い分によれば、民衆はイェルムの絶え間ない監視のもとで一息つくことさえままならず、生かさず、殺さずの支配を受けていた。民衆の暮らしを楽にするためにも、死んだように停滞しきったイェルムの治世は打破される必要があったという。
大暗黒の破局を避けるために結ばれた『神々の盟約』が定めるところにより、現在ではイェルムは地表と地界の支配権を夜の女神ゼンサと二分している（フィクションによる天動説起源の好例である）。太陽の運行はギリシャ神話のアポロンの戦車にも似た御者の神ロカーノウス（Lokarnos）の駆る黄金の馬車にのって、東から西へと移動することによって行われている、とされる。
草飼う民とも呼ばれる遊牧民グレイズランド人の間では、イェルム（太陽の皇帝）はユ・カルグザント（Yu-kargzant）、その后はラ・ウンガリアント（La-ungariant）として知られる。

## 選帝儀式『十の試練』
オーランスがイェルムに挑んだ支配権をかけての争いは10回に及び、これに因んで先帝の崩御後、新たに登極しようとする後継者は十種の試練に打ち勝って皇位の正当性を皇祖皇宗に示さなくてはならない伝統が生まれた。この『十の試練(The ten test)』に失敗した『偽の』候補者はかつてオーランスがイェルムをそうしたように死をもって報いられる。

## 天空の神殿の神々
デンダーラ（Dendara）
イェルムの后。ダラハッパの貴婦人の規範。イェルムを君主・主人としてかしづき仕える。第三版の最初期には大地母神として紹介されたが、後に天空神に修正された。オーランス神話では先にイェルムの先妻であったアーナールダがオーランスに奪われた後の後添えとして描かれるが、イェルム神話ではイェルム死後自らも後を追い、地界でイェルムを慰め続けた誠実さゆえに正妻として迎えられたことになっている。姉にゴゴーマという怪物神を持つことでも知られる。
イェルマリオ（Yelmalio）
イェルムの息子。陽の天蓋（日が落ちた後しばらく残る空の明かり）の神。イェルムが死んだ後良く地表世界を守ったが、ある時、オーランスとの戦いに敗れたところを暗黒神の一柱ゾラーク・ゾラーンに奇襲されて熱の力を奪われ、父譲りの炎の力をほとんど失ってしまった。このため、ゾラーク・ゾラーンを不倶戴天の敵とし、その最大の原因を作ったオーランスとも仲が悪い。
黄金弓（Golden Bow）
イェルムの息子。大暗黒期に地表を流離い、人類に戦の技を教えた。遊牧民に信仰されている。
ハイアロール（Hyalor）
イェルムの血を引きし末裔で、有名な馬の乗り手。
ロウドリル（Lodril）
イェルムの兄弟。火山の神。一部サプリメントで農夫の神として紹介されたが耕作に利用されるような神性呪文は提供していない。
ロカーノウス（Lokarnos）
イェルムの黄金の馬車を操る御者。転じて馬車と交易の神。金輪貨（wheel:ホイール）というグローランサ最古の金貨の鋳造者としても知られる。
イェローナ（Yelorna）
イェルムと大地の女神アーナールダ（Ernalda）との間にできた娘。神々の戦いの中で、暗黒神たちと戦い「星の運び手」（Starbringer）の呼び名を得た「闇の中の光」の女神。ユニコーンに乗る乙女たちの間で細々と信仰されている。それ故にカルトは女性、かつ乙女のみで構成されているがユニコーン自体に認められなければならないため、その成り手も少ない。カルト自体は比較的協調性があり、個人単位ではフマクト信者とも手を組む者もいる。

## 友好的な神々
アルドリア
植物とエルフたちの女神は彼女の子供たちの成長に欠かせないものとして太陽に敬愛の念を捧げている。赤の女神の項にあるように、アルドリアと赤の女神は敵対関係、よく言っても相当の緊張関係にある中で、イェルムはその両方の陣営にとって大切な盟友である。この従来のゲームのような『敵は敵、味方は味方』という型枠にはまらない各宗派の関係がゲーム世界に政治的ダイナミズムをもたらし、多くのファンを惹きつける一因となっている。
赤の女神
エルフとは緊張関係にあるにもかかわらず、赤い月の女神と太陽神殿はとても親密な関係にある。帝国中心部の伝統的な門閥貴族の大半はイェルムにその系譜を遡ることが出来るし、赤の皇帝自身、イェルムの直系の子孫であるダラ・ハッパ皇室から禅譲されて皇位についたとされている。

## 敵対する神々
ゼンサ
地表の闇、すなわち夜の女神ゼンサは夜の女神としてイェルムと地表の支配権を二分する強大な女神。グローランサにおける暗黒の勢力は一般的なRPGの感覚とは違い、敵役になりやすい勢力関係にはあるが、必ずしも邪悪な存在ではなく欠くべからざる世界の一員である。
カイガー・リートール
『暗黒の人』トロウル族は大暗黒期に混沌から世界を守るために戦った一大勢力ではあるが、平和だった地界から追い出されたせいでイェルムには強烈な敵愾心を抱いている。この種族が衰退しつつあることはイェルム神殿を奉ずる民族のみならず、グローランサ全域の多くの種族にとって歓迎されるべき出来事である。
ゾラーク・ゾラーン
暗黒の戦神にして理由なき憎悪の神。乱暴ものぞろいのトロウル族にあってなお、ゾラーク・ゾラーンの信仰は血生臭すぎると考えられており、多くのトロウルの戦士はゾラーク・ゾラーンよりカイガー・リートールの息子にして種族の英雄神であるカーグを崇拝することを選ぶ。神話時代の出来事から、イェルムの息子イェルマリオとは不倶戴天の仇敵同士である。
ゾラーク・ゾラーンはオーランスによりイェルムがかつて地界に落とされてきたときに真っ先に敵と認識して殺到し、結果醜いやけどをして退散した。
アーガン・アーガー
地表の闇である影の神は、同時に夜の女神ゼンサの息子にしてトロウル族の交易の神でもある。ゾラーク・ゾラーンとジオーラ・ウンバーとともにイェルムの墜落に居合わせ、光に目が眩みながらもゾラーク・ゾラーンが焼かれている様を観察して炎の力のいくらかを学び取った。日光の下に夜の闇を留め置いたり火のルーンとその信者を妨害したりする呪文を提供して闇の生物たちが地上に保つ勢力の維持に大きな影響力を持つ。
ジオーラ・ウンバー
ゾラーク・ゾラーンの妹はアーガンやゾラークとともに地界に落ちてきたイェルムを、三神の中では最も遠く安全なところで見届けた。彼女はその遠さから、直接的にイェルムの力の影響を受け、あるいはその対処法を学ぶことは出来なかったが、より安全な場所から光の秘密を見届けたとされている。